# Oleksiivka, Holovanivsk
Oleksiivka (în ucraineană Олексіївка) este un sat în comuna Svirneve din raionul Holovanivsk, regiunea Kirovohrad, Ucraina.

## Demografie
Componența lingvistică a localității Oleksiivka
     Ucraineană (95,83%)
     Rusă (4,17%)
Conform recensământului din 2001, majoritatea populației localității Oleksiivka era vorbitoare de ucraineană (95,83%), existând în minoritate și vorbitori de rusă (4,17%).